# Royal Scottish Society of Painters in Watercolour

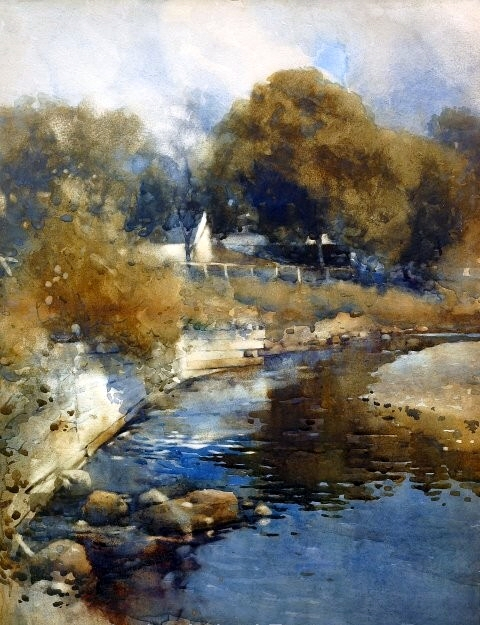
James Paterson: Craigdarroch Water (1889)

Die Royal Scottish Society of Painters in Watercolours (RSW) ist eine schottische Vereinigung von Künstlern.
Die RSW wurde 1876 mit Unterstützung der Royal Scottish Academy in Edinburgh gegründet. Die Gründungsmitglieder, die meisten Maler, wollten damit ein Gremium schaffen, welches sie bei ihrem künstlerischen Schaffen fördern und unterstützen konnte. Dieses geschah (und geschieht bis heute) hauptsächlich durch Ausstellungen, Vorträge u. a.
Anlässlich des zehnjährigen Bestehens wurde der RSW durch Königin Victoria 1886 eine königliche Satzung verliehen. Aufgrund dieser Royal Charter war es der Gesellschaft nun erlaubt, die Bezeichnung „Royal“ ihrem Namen voranzustellen.

## Bekannte Mitglieder (Auswahl)
- Samuel Bough (1822–1878)
- George Paul Chalmers (1833–1878)
- Christine McArthur (* 1953)
- William McTaggart (1835–1910)
- Monro S. Orr (1874–nach 1940)
- James Paterson (1854–1932)
- Frederick Stuart Richardson (1855–1934)
- Grosvenor Thomas (1856–1923)
- Edward Arthur Walton (1860–1922)